# Bukacu no tensi
A Bukacu no tensi (ブカツの天使; Hepburn: Bukatsu no Tenshi, ’A szakkör angyala’) vagy röviden Bukaten (ブカ天) japán minisorozat, melyet az Otsuka Pharmaceutical Pocari Sweat sportitala szponzorált. A műsorban japán középiskolai diákok szakkörös foglalkozásait mutatták be. A sorozat 2008-ban indult, első felét a Nippon Television Network System 25, míg a második felét 30 televízióadója sugározta.

## A műsort sugárzó televízióadók
| Terület                 | Célterület                           | Televízióadó                                         | 1. sorozat (2008)        | 1. sorozat (2008)    | 2. sorozat (2009)        | 2. sorozat (2009)            |
| Terület                 | Célterület                           | Televízióadó                                         | Dátum                    | Műsoridő             | Dátum                    | Műsoridő                     |
| ----------------------- | ------------------------------------ | ---------------------------------------------------- | ------------------------ | -------------------- | ------------------------ | ---------------------------- |
| Hokkaidó Észak-Tóhoku   | Hokkaidó                             | Sapporo Television Broadcasting (STV)                | április 5–szeptember 20. | Szombat 16:55–17:00  | április 4–szeptember 19. | Szombat 20:54–21:00          |
| Hokkaidó Észak-Tóhoku   | Aomori prefektúra                    | Aomori Broadcasting Corporation (RAB)                | április 5–szeptember 20. | Szombat 16:55–17:00  | április 4–szeptember 19. | Szombat 21:54–22:00          |
| Hokkaidó Észak-Tóhoku   | Ivate prefektúra                     | Television Iwate (TVI)                               | április 5–szeptember 20. | Szombat 11:45–11:50  | április 4–szeptember 19. | Szombat 21:54–22:00          |
| Hokkaidó Észak-Tóhoku   | Mijagi prefektúra                    | Miyagi Television Broadcasting (MMT)                 | április 5–szeptember 27. | Szombat 17:55–18:00  | április 4–szeptember 19. | Szombat 21:54–22:00          |
| Hokkaidó Észak-Tóhoku   | Akita prefektúra                     | Akita Broadcasting System (ABS)                      | április 6–szeptember 14. | Vasárnap 11:40–11:45 | április 4–szeptember 19. | Szombat 21:54–22:00          |
| Kantó, Tókai és Kanszai | Kantó, Tókai és Kanszai              | Nippon TV (NTV)                                      | —                        | —                    | április 7–szeptember 29. | Kedd A Suprise műsorblokkban |
| Kantó, Tókai és Kanszai | Kantó, Tókai és Kanszai              | Chukyo Television Broadcasting (CTV)                 | —                        | —                    | április 7–szeptember 29. | Kedd A Suprise műsorblokkban |
| Kantó, Tókai és Kanszai | Kantó, Tókai és Kanszai              | Yomiuri Telecasting Corporation (ytv)                | —                        | —                    | április 7–szeptember 29. | Kedd A Suprise műsorblokkban |
| Csúbu Dél-Tóhoku        | Fukusima prefektúra                  | Fukushima Central Television (FCT)                   | április 6–szeptember 21. | Vasárnap 13:25–13:30 | április 4–szeptember 19. | Szombat 22:54–23:00          |
| Csúbu Dél-Tóhoku        | Nagano prefektúra                    | TV Shinshu Broadcasting (TSB)                        | április 6–szeptember 21. | Vasárnap 11:45–11:50 | április 4–szeptember 19. | Szombat 21:54–22:00          |
| Csúbu Dél-Tóhoku        | Jamanasi prefektúra                  | Yamanashi Broadcasting System (YBS)                  | április 6–szeptember 21. | Vasárnap 11:25–11:30 | április 5–szeptember 20. | Vasárnap 20:54–21:00         |
| Csúbu Dél-Tóhoku        | Sizuoka prefektúra                   | Shizuoka Daiichi Television (SDT)                    | április 5–szeptember 13. | Szombat 9:25–9:30    | április 4–szeptember 19. | Szombat 21:54–22:00          |
| Japán-tenger            | Jamagata prefektúra                  | Yamagata Broadcasting (YBC)                          | április 6–szeptember 21. | Vasárnap 12:55–13:00 | április 5–szeptember 20. | Vasárnap 21:54–22:00         |
| Japán-tenger            | Niigata prefektúra                   | Television Niigata Network (TeNY)                    | április 6–szeptember 14. | Vasárnap 13:25–13:30 | április 4–szeptember 19. | Szombat 22:54–23:00          |
| Japán-tenger            | Tojama prefektúra                    | Kitanihon Broadcasting (KNB)                         | április 6–szeptember 21. | Vasárnap 12:55–13:00 | április 4–szeptember 19. | Szombat 22:54–23:00          |
| Japán-tenger            | Isikava prefektúra                   | Television Kanazawa Corporation (KTK)                | április 6–szeptember 21. | Vasárnap 11:25–11:30 | április 4–szeptember 19. | Szombat 21:54–22:00          |
| Japán-tenger            | Fukui prefektúra                     | Fukui Broadcasting Corporation (FBC)                 | április 5–szeptember 20. | Szombat 10:15–10:20  | április 4–szeptember 19. | Szombat 20:54–21:00          |
| Japán-tenger            | Tottori prefektúra Simane prefektúra | Nihonkai Telecasting (NKT)                           | április 6–szeptember 28. | Vasárnap 11:55–12:00 | április 4–szeptember 19. | Szombat 20:54–21:00          |
| Csúgoku Sikoku          | Kagava prefektúra Okajama prefektúra | Nishinippon TV (RNC)                                 | április 6–szeptember 21. | Vasárnap 11:40–11:45 | április 4–szeptember 19. | Szombat 21:54–22:00          |
| Csúgoku Sikoku          | Hirosima prefektúra                  | Hiroshima Television Corporation (HTV)               | április 5–szeptember 13. | Szombat 17:25–17:30  | április 4–szeptember 19. | Szombat 20:54–21:00          |
| Csúgoku Sikoku          | Jamagucsi prefektúra                 | Yamaguchi Broadcasting (KRY)                         | április 6–szeptember 14. | Vasárnap 23:26–23:30 | április 5–szeptember 20. | Vasárnap 23:26–23:30         |
| Csúgoku Sikoku          | Tokusima prefektúra                  | Shikoku Broadcasting (JRT)                           | április 5–szeptember 13. | Szombat 23:25–23:30  | április 4–szeptember 19. | Szombat 20:54–21:00          |
| Csúgoku Sikoku          | Ehime prefektúra                     | Nankai Broadcasting (RNB)                            | április 5–szeptember 13. | Szombat 11:55–12:00  | április 4–szeptember 19. | Szombat 21:54–22:00          |
| Csúgoku Sikoku          | Kócsi prefektúra                     | Kochi Broadcasting Company (RKC)                     | április 6–szeptember 21. | Vasárnap 11:45–11:50 | április 4–szeptember 19. | Szombat 21:54–22:00          |
| Kjúsú                   | Fukuoka prefektúra                   | Fukuoka Broadcasting System Corporation (FBS)        | április 5–szeptember 20. | Szombat 16:55–17:00  | április 4–szeptember 19. | Szombat 22:54–23:00          |
| Kjúsú                   | Nagaszaki prefektúra                 | Nagasaki International Television Broadcasting (NIB) | —                        | —                    | április 4–szeptember 19. | Szombat 21:54–22:00          |
| Kjúsú                   | Kumamoto prefektúra                  | Kumamoto Kenmin Televisions (KKT)                    | április 5–szeptember 27. | Szombat 17:55–18:00  | április 4–szeptember 19. | Szombat 22:54–23:00          |
| Kjúsú                   | Óita prefektúra                      | Television Oita System (TOS)                         | április 5–szeptember 20. | Szombat 11:25–11:30  | április 4–szeptember 19. | Szombat 21:54–22:00          |
| Kjúsú                   | Kagosima prefektúra                  | Kagoshima Yomiuri Television (KYT)                   | április 5–szeptember 13. | Szombat 11:55–12:00  | április 4–szeptember 19. | Szombat 21:54–22:00          |
| Kjúsú                   | Mijazaki prefektúra                  | Miyazaki Telecasting (UMK)                           | —                        | —                    | április 4–szeptember 19. | Szombat 23:10–23:15          |